# Flüelen
Flüelen (italsky Fiora) je obec ve švýcarském kantonu Uri. Leží přibližně 3 kilometry severně od hlavního města kantonu, Altdorfu, na břehu jezera Urnersee, v nadmořské výšce 435 metrů. Žije zde přibližně 2 000 obyvatel.

## Geografie

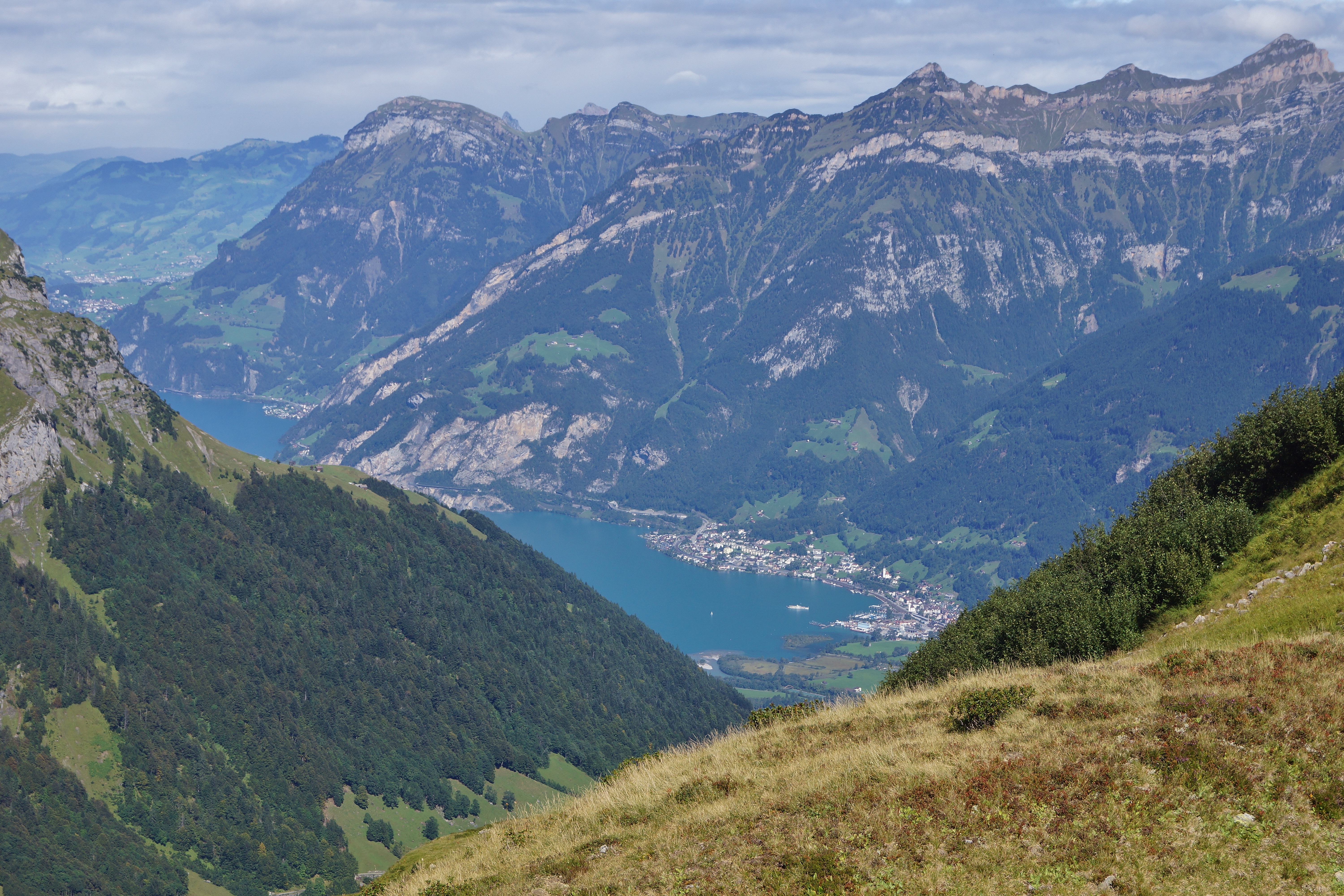
Urnersee, Flüelen vpravo dole

Flüelen leží na jižním konci jezera Urnersee, ramene Lucernského jezera, mezi místem, kde se do jezera vlévá řeka Reuss, a masivem Rophaien východně od jezera. V dolní části horského masivu Rophaien se přímo z jezera zvedá téměř 400 metrů vysoká skalní stěna Axen. Až do 19. století tvořila nepřekonatelnou dopravní překážku pro vozidla mezi Brunnenem a kantonem Uri. Na severovýchodě hranice obce zhruba kopíruje rozvodí s výraznými horami Hüenderegg, Hagelstock, Siwfass a Diepen, který je s 2222 m n. m. nejvyšším bodem obce. V průsmyku z údolí Gruon do Selezalp nad obcí Bürglen leží malé jezero Gross Flesch. Většinu území obce tvoří strmé údolí potoka Gruonbach od vysokého vrcholu Schön Chulm k jezeru Uri. Koryto potoka bylo od roku 1884 zastavěno četnými hrázemi a zábranami proti proudu, aby byla chráněna osada Usserdorf, která se rozkládá nad původním suťovým vějířem potoka, a důležité dopravní trasy.
Gruonbach, stejně jako menší potoky, které stékají z horských svahů u Flüelenu do Lucernského jezera, představuje po přívalových srážkách značné riziko povodní. Při velkém odtoku vody z řeky Reuss a dalších vodních toků v sousedních údolích se Lucernské jezero vylévá z břehů, jako tomu bylo při povodni v roce 2005, kdy bylo zatopeno centrum obce a celá nízko položená část Flüelenu. Koryto řeky Reuss bylo v letech 1850 až 1863 napřímeno a zabezpečeno hrázemi poté, co v první polovině 19. století několik povodní zpustošilo dno údolí v okolí Altdorfu a Flüelenu. Ve 20. století však řeka Reuss opět několikrát protrhla povodňové hráze. Povodňová katastrofa v roce 1987 poškodila mnoho domů a železničních zařízení a zaplavila dálnici. Po této události kanton Uri rozšířil koryto řeky Reuss a vybudoval další ochranné stavby a doplňkovou hráz půl kilometru východně od řeky Reuss k Urijskému jezeru.

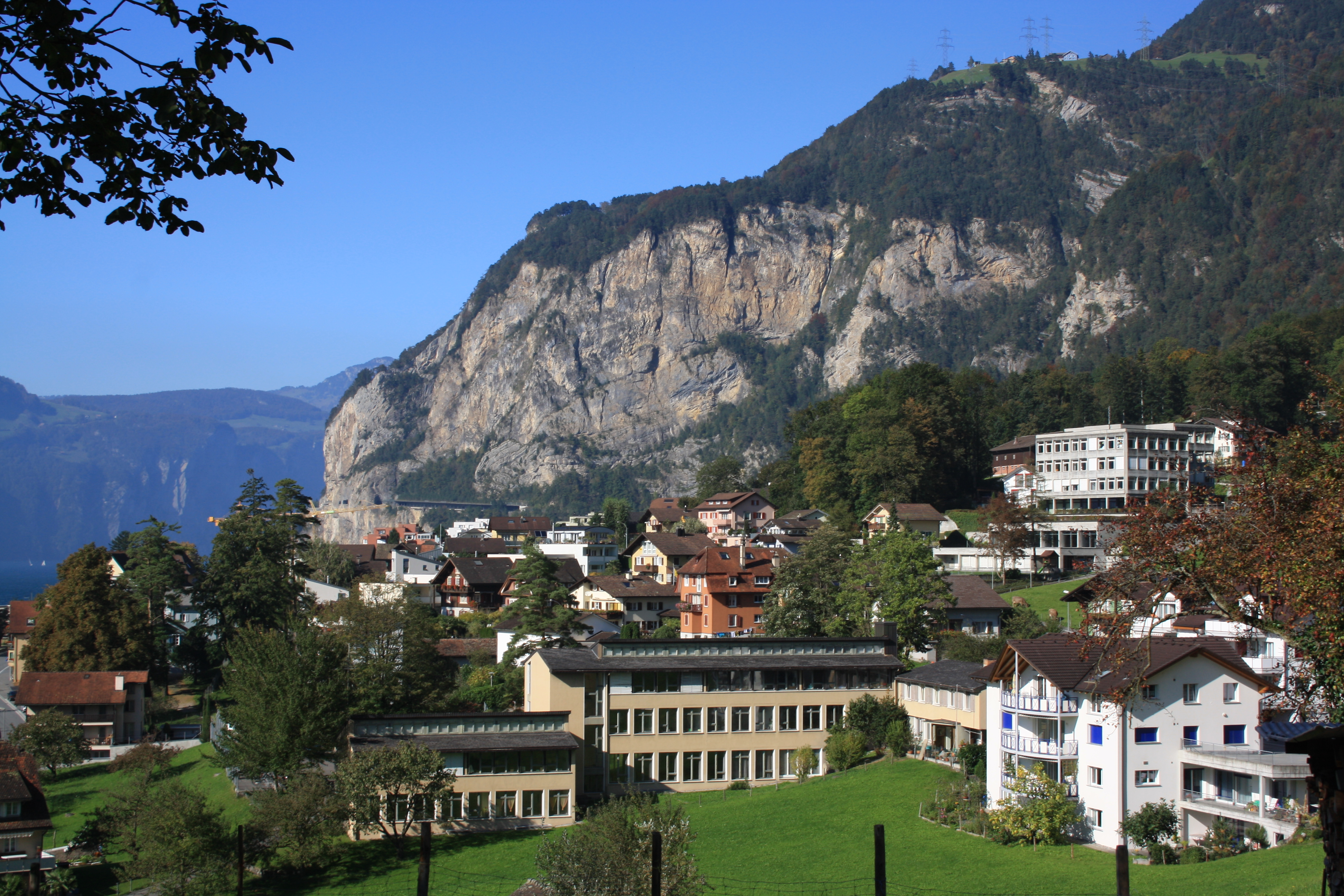
Flüelen, v pozadí skalní stěna Axen

Les na strmém horském svahu nad centrem obce Flüelen byl již v roce 1382 vyhlášen za les se zákazem vstupu. Lesní správa ho kvůli jeho topografii klasifikuje jako „les s extrémní ochranou proti skalnímu řícení“. Podle usnesení kantonální vlády z roku 1675 patří Gruonwald společně k obcím Flüelen, Altdorf a Bürglen.
Z aluviální roviny řeky Reuss u Lucernského jezera patří pravá strana delty řeky Reuss s převážně bažinatou půdou k Flüelenu. Rozsáhlá ložiska štěrku na okraji delty těží od konce 19. století společnost Arnold & Co. AG, která používá bagrovací stroje od roku 1897. Od přijetí zákona o deltě řeky Reuss v roce 1986 je těžba štěrkopísku v Uri koordinována s ochranou krajiny v oblasti delty řeky Reuss. Z vytěženého materiálu z Gotthardského úpatního tunelu bylo přibližně 1,8 milionu tun horniny použito na zasypání jezera u delty řeky Reuss. Přitom vznikly tři nové ostrovy (nazývané „Neptunovy ostrovy“).
Osada se rozkládá v úzkém pásu u jezera a tvoří ji prolínající se čtvrti Oberdorf, Dorf a Usserdorf. Centrum Flüelenu se nachází mezi železniční tratí a řekou Reuss.
Pouze 76 ha, tj. 6 % rozlohy obce, tvoří sídelní oblasti. Z toho je 28 ha zastavěných ploch, 10 ha průmyslových pozemků a 30 ha dopravních ploch. Rozsáhlejší je zemědělská plocha s 273 ha, což představuje podíl 22 %. K tomu patří 186 ha vysokohorských pastvin východně od obce pod Eggberge, horským masivem severovýchodně od Altdorfu. Dalších 85 ha tvoří ostatní louky a orná půda. Více než polovinu rozlohy obce, konkrétně 684 ha, tedy 55 %, pokrývají lesy a lesní porosty. Neproduktivní půda na 209 ha, tj. 17 % rozlohy obce, zahrnuje téměř výhradně plochy s malou vegetací ve vysokých horách.

## Historie

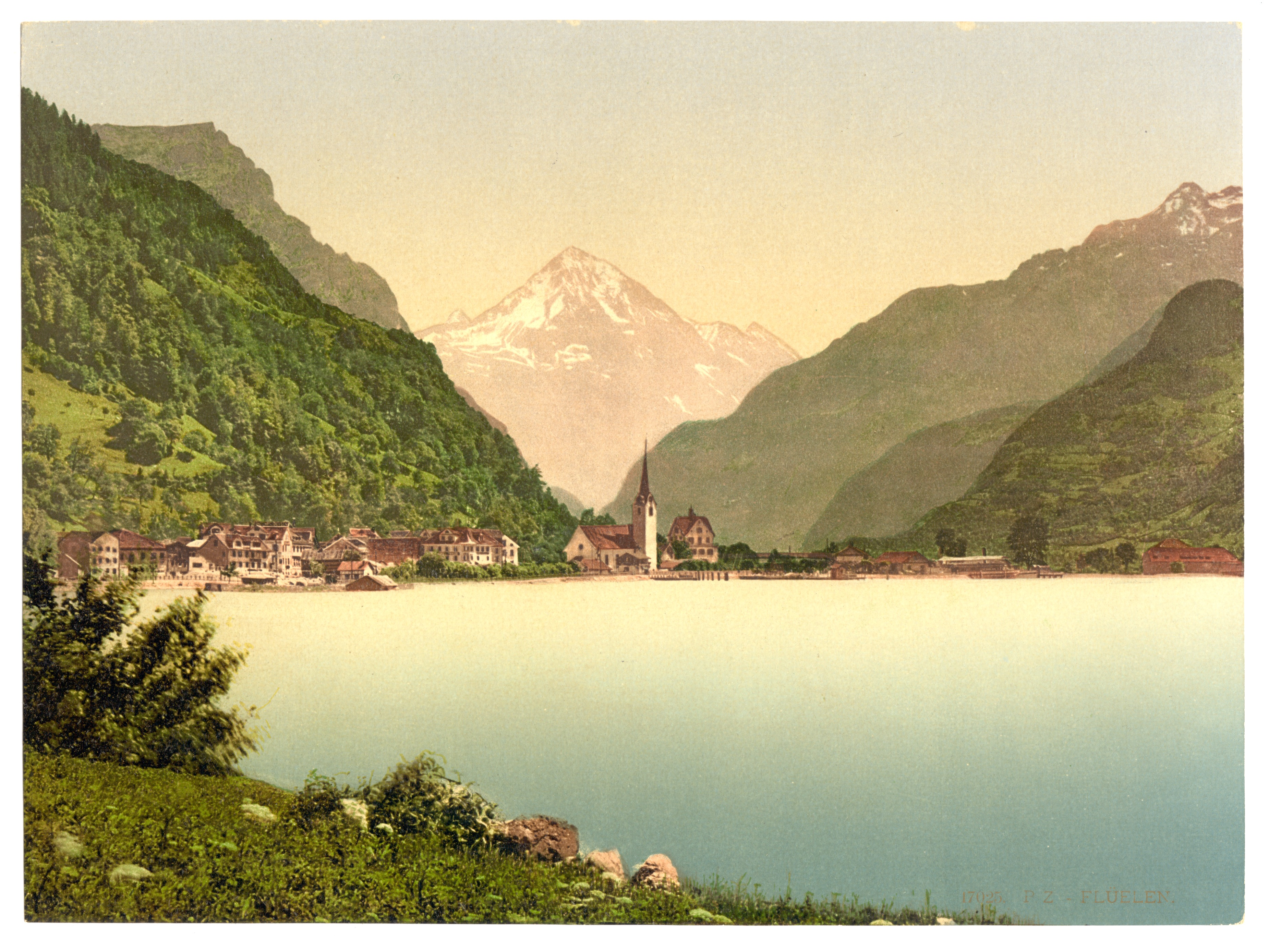
Obec na pohlednici přibližně z roku 1900

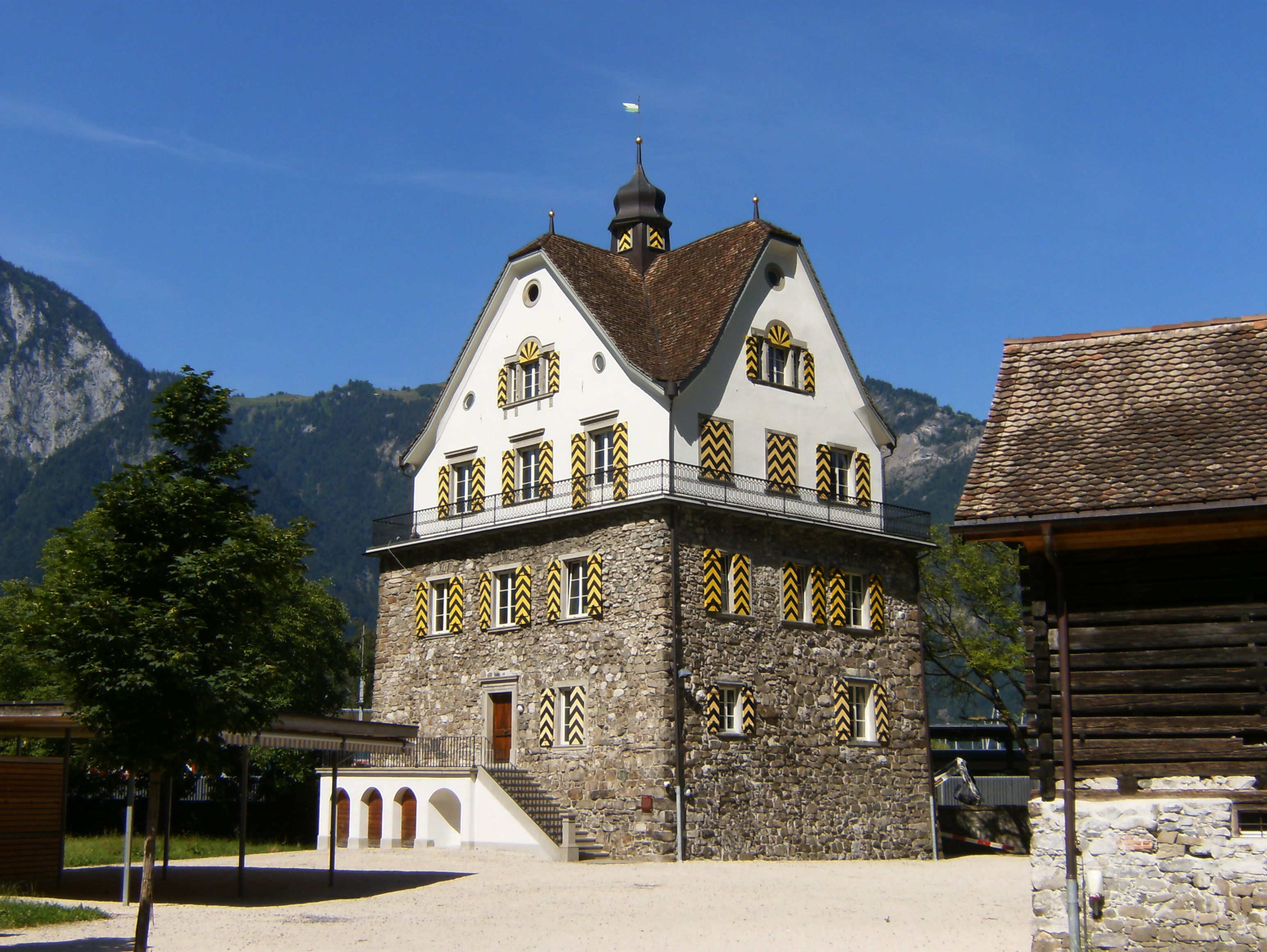
Hrad Rudenz

Nejstarší zmínka o obci pochází z roku 1266 pod názvem Vluolon. Původ věžového hradu Rudenz pravděpodobně souvisí s císařskou celnicí, která se poprvé připomíná v roce 1313. Ve středověku se na jezeře nacházela celní stanice Německého císařství. První zmínka o císařském clu na zboží přepravované přes Gotthard pochází z roku 1313. Kolem roku 1400 přišli celníci do provincie Uri. V roce 1383 je ve Flüelenu zmiňováno mulařské družstvo a v roce 1374 lodní společnost. V roce 1675 dostal Flüelen spolu s Altdorfem a Bürglenem do užívání les Gruonwald.
Výroba cihel je ve Flüelenu poprvé doložena v roce 1560. V roce 1576 převzal cihelnu rytíř Walter von Roll. První známá cihelna se nacházela v Ausserdorfu na místě, kterému se dosud říká „Ziegelhaus“. Společnost Bernhard Ziegler & Söhne AG, která se zabývá výrobou cihel a obchodem se stavebními materiály, je od roku 2015 součástí skupiny HGC Building Materials.
Flüelen byl až do poloviny 17. století součástí Altdorfu. Od té doby je obec samostatná.
V roce 1837 byla na Lucernském jezeře zahájena pravidelná paroplavba. Spolu se zprovozněním Gotthardské silnice ve stejné době tyto události posílily význam Flüelenu jakožto sídla regionálního významu, zejména jako překladiště. Když byla kolem roku 1870 na břehu jezera postavena železnice, starý přístav byl z velké části zasypán a vzhled obce se výrazně změnil.
V roce 1988 byla přijata nová dopravní koncepce centra obce a v roce 1995 nový obecní řád. V roce 2005 byl otevřen objízdný tunel. V roce 2015 oslavila obec 750. výročí svého založení.

## Obyvatelstvo

### Vývoj populace
Vzhledem k významu Flüelenu jako překladiště zboží na Gotthardské cestě jsou již od počátku známy počty obyvatel. V letech 1685–1743 se obec rozrůstala poměrně pomalu a poté až do roku 1799 poněkud rychleji. Také počet obyvatel se v období do roku 1860 zvyšoval jen pomalu. Významným rokem byl rok 1880, kdy byl počet obyvatel výrazně vyšší než dříve, a to díky přítomnosti stavebních dělníků na stavbě Gotthardské dráhy. Do roku 1888 proto opět výrazně klesala. Mezi lety 1888 a 1920 pak došlo díky dobrému dopravnímu spojení (otevření silnice Axenstrasse a Gotthardské dráhy) k trvalému nárůstu počtu obyvatel o 62 %. Následovalo desetiletí stagnace. Ve 30. letech 20. století počet obyvatel opět vzrostl o 37 %. Po trvalém růstu do roku 1970 následoval mírný pokles počtu obyvatel až do roku 1990. V období půlstoletí od roku 1941 do roku 1990 byl tedy růst stále mírný. Od roku 1990 se růst zintenzivnil a pokračuje dosud.
| Vývoj počtu obyvatel | Vývoj počtu obyvatel | Vývoj počtu obyvatel | Vývoj počtu obyvatel | Vývoj počtu obyvatel | Vývoj počtu obyvatel | Vývoj počtu obyvatel | Vývoj počtu obyvatel | Vývoj počtu obyvatel | Vývoj počtu obyvatel | Vývoj počtu obyvatel | Vývoj počtu obyvatel | Vývoj počtu obyvatel | Vývoj počtu obyvatel | Vývoj počtu obyvatel | Vývoj počtu obyvatel |
| -------------------- | -------------------- | -------------------- | -------------------- | -------------------- | -------------------- | -------------------- | -------------------- | -------------------- | -------------------- | -------------------- | -------------------- | -------------------- | -------------------- | -------------------- | -------------------- |
| Rok                  | 1685                 | 1743                 | 1799                 | 1850                 | 1860                 | 1880                 | 1888                 | 1920                 | 1930                 | 1941                 | 1970                 | 1990                 | 2000                 | 2005                 | 2010                 |
| Počet obyvatel       | 337                  | 372                  | 469                  | 600                  | 660                  | 1420                 | 730                  | 1185                 | 1170                 | 1608                 | 1731                 | 1695                 | 1787                 | 1874                 | 1950                 |

### Jazyky
Téměř všichni obyvatelé mluví německy jako každodenním hovorovým jazykem, avšak silně alemanským dialektem. Při posledním sčítání lidu v roce 2000 uvedlo 94 % obyvatel jako svůj hlavní jazyk němčinu, 2 % italštinu a 2 % albánštinu.

### Národnostní složení
Z 1874 obyvatel na konci roku 2005 bylo 1692 (90 %) švýcarských státních příslušníků. Většina přistěhovalců pochází ze střední Evropy (Německo), jižní Evropy (Itálie) a bývalé Jugoslávie (Srbsko a Černá Hora). Při sčítání lidu v roce 2000 mělo švýcarské občanství 1601 osob (90 %), z toho 57 osob mělo dvojí občanství.

## Doprava

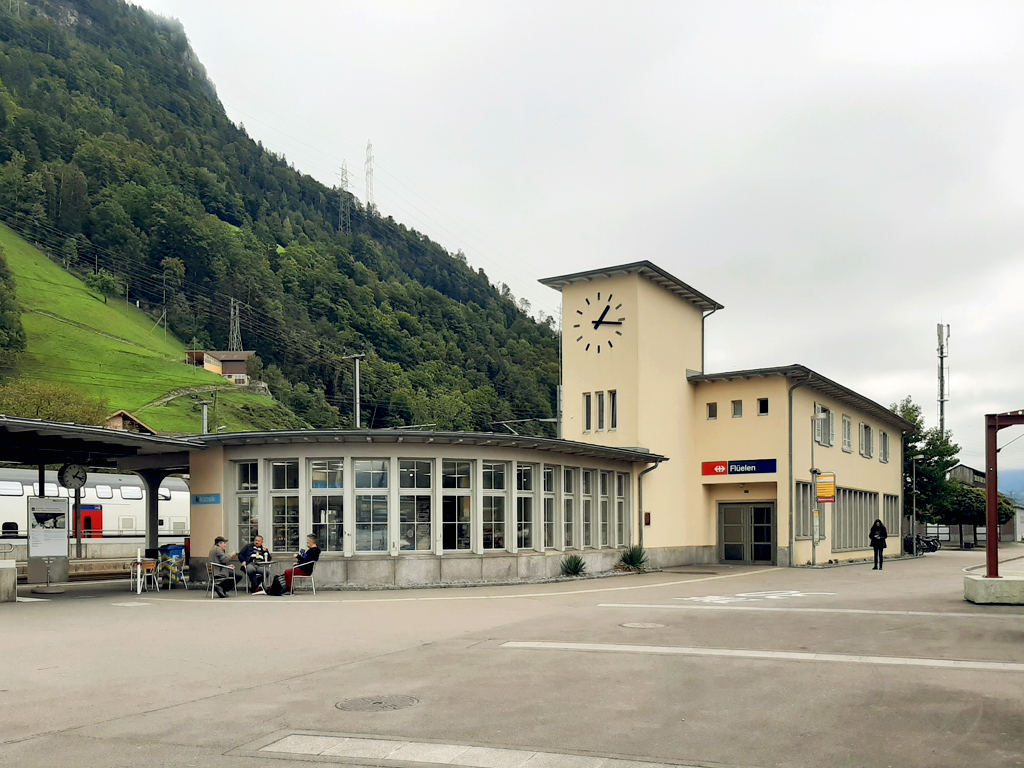
Železniční stanice Flüelen

Flüelen má svou stanici na Gotthardské dráze, spojující Arth-Goldau s kantonem Ticino. 
Obec leží na dvou důležitých silnicích. Obcí prochází Axenstrasse, otevřená v roce 1865, s obchvatem vybudovaným v roce 2005 v podobě tunelu Flüelertunnel. Jižně od obce se Axenstrasse napojuje jako dálnice A4 na dálnici A2 u sjezdu Altdorf Nord.
Tramvajová trať Altdorf–Flüelen existovala mezi lety 1906–1951. V současné době je obec obsluhována jednou dálkovou autobusovou a třemi regionálními poštovními autobusovými linkami společnosti Auto AG Uri.